# 烏列爾傳道會
烏列爾傳道會（拉丁語：Societas Urielis，簡稱）成立於2005年，由薩爾布魯根天主教團體（德語：Katholischen Glaubensgemeinschaft Saarbrücken，1984-2005）和兄弟會（自2002年起易名為 ，2000-2005）這兩個天主教教友會組織合併而來。
這是一個由信徒自願加入的團體，其目標是在德國境內的傳道工作。截止到2008年，烏列爾傳道會是德國少有的教友組織，並且是僅有的兩個以天主教佔優勢的獨立組織之一。由於他們的傳道目標是在德國境內，因此他們並不積極去海外宣道。他們的格言是「使徒地位接近於在人類與知識的問題之間，祈望此種『食糧』成為人類所需。」

## 外部連結

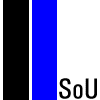
烏列爾傳道會的標誌。

- Societas Urielis, Hauptseite aller vier Commendaturae der Gemeinschaft （页面存档备份，存于）
- Societas Urielis AuxGruppe Rotahen in der Pfarreiengemeinschaft Maria Himmelfahrt und Christkönig-St. Johannes （页面存档备份，存于）
- Seneca Deutsch-Latein Wörterbuch; Projekt SoU seit 1994 （页面存档备份，存于）